# Бандар Сираф
Бандар Сираф (персијски: بندر سیراف, такође романизован као Bandar-e Sīraf; познат и као Сираф, Тахери и Тахири; познат и као Бандар-е Тахери и Бандар-и Тахири, بندر طاهری - „Бандар“, што значи „Лука“ на персијском)  је град у централном дистрикту округа Канган, провинција Бушер, Иран. На попису становништва из 2006. године, његово становништво је износило 3.500 људи, у 722 породице.
Према легенди, Сираф је била древна сасанидска лука, уништена око 970. године нове ере,  која се налазила на северној обали Персијског залива у данашњој иранској провинцији Бушер. Његове рушевине су приближно 220 км источно од Бушире, 30 км источно од града Канган и 380 км западно од Бандар Абаса. Сираф је контролисао три луке: Бандар-е-Тахери, Бандар-е-Канган и Бандар-е-Дајер. Персијски залив је коришћен као поморски пут између Арапског полуострва и Индије преко Арабијског мора. Мали чамци, попут дова, такође су могли да путују дуго задржавајући се близу обале и држећи земљу на видику.

Лука је била позната као Тахири све док 2008. године иранска влада није променила званично име града у Бандар Сираф.

## Историја
Лука је у античко доба била позната као Сираф. У време пута свиле већи део трговине према Азији обављао се преко Сирафа. Јеврејска усмена историја  тврди да су у то време сви становници Сирафа били јеврејски трговци. Када су Арапи напали Персију, присилили су јеврејске становнике да постану муслимани. Даље, променили су име у Тахери, што на арапском значи чисто. Арапи су Јевреје сматрали ритуално нечистима (نجس) и пошто су мислили да их је прелазак на ислам учинио ритуално чистима (Тахир طاهر), променили су име луке у Тахири.
Према речима Дaвида Вајтхауса, једног од првих археолога који је ископао древне рушевине Сирафа, морска трговина између Персијског залива и земаља Далеког истока почела је да цвета у овој луци због велике експанзије трговине широком потрошњом луксузних предмета у то време . Први контакт између Сирафа и Кине догодио се 185. године нове ере. Међутим, временом су се трговачки путеви померили ка Црвеном мору и Сираф је био заборављен. Сираф као лука основан је у 9. веку и наставио је своју трговачку активност до 15. века, а затим је брзо пропао.
Историјски значај Сирафа за древну трговину се тек  сада схвата. Тамо су током прошлих археолошких ископавања откривени предмети од слоноваче из источне Африке, комади камена из Индије и лаписи из Авганистана. Сираф датира из доба Парта.

Давид Вајтхаус је такође пронашао доказе да најранија џамија у Сирафу датира из 9. века, а  да постоје остаци из доба Парта и Сасанида недалеко од града. Пронашао је рушевине џамије у окружене многим мањим џамијама. Постоје рушевине луксузних кућа изузетно богатих трговаца који су своје богатство стекли са успехом луке. Сираф је опслуживао међународну клијентелу трговаца, укључујући и оне из Јужне Индије којима је владала западна династија Чалукја, а које су богати локални трговци угошћавали током пословних посета. Показатељ важности индијских трговаца у Сирафу потиче из записа који описују тањире за ручавање резервисане за њих. Постоје историјски докази о сасанидској поморској трговини са заливом Камбај у савременој провинцији Гуџарат,  пошто су на обалним локалитетима на обали пронађени фрагменти индијског црвеног полираног посуђа претежно из гуџаратске провенијенције из 5. и 6. века  северне обале Персијског залива, а посебно код Сирафа.
Многи налази (преко 16.000 укупно) које су Вајтхаус и његов археолошки тим ископали на Сирафу 1960-их и 1970-их чувају се у Британском музеју у Лондону.
Сираф још увек није регистрован на листи иранских места националног наслеђа. Ово је потребно како би се у будућности налазиште  сачувало и одржавало.

## Галерија
- Древне крипте Сирафа.
- Пејзаж древне регије Сираф.